# سيف كاظم
سيف كاظم حسين (ولد في 7 شباط / فبراير 1991) هو لاعب كرة القدم سويدي من أصول عراقية, يلعب في مركز لاعب خط الوسط لـ نادي أوميا. ولد في السويد, لعب سيف في الدوري السويدي الممتاز مع نادي أورغريته, و سوبرتان مع نادي أورغريتأ إيز ونادي أوميا.

## وصلات خارجية
- سيف كاظم على موقع اتحاد السويد (السويدية)
- سيف كاظم على موقع قاعدة بيانات كرة القدم.إي يو (الإنجليزية)
- سيف كاظم على موقع Soccerway.com (الإنجليزية)

- الصفحة الشخصية للّاعب في الأتحاد السويدي لكرة القدم
- سيف كاظم في فوتبولترانسفيرس